# Thil (Meurthe-et-Moselle)
Thil település Franciaországban, Meurthe-et-Moselle megyében. Lakosainak száma 2006 fő (2022. január 1.). Thil Rédange, Hussigny-Godbrange, Tiercelet és Villerupt községekkel határos.

## Népesség
A település népessége az elmúlt években az alábbi módon változott:
| Lakosok száma | 2760 | 1904 | 1742 | 1616 | 1645 | 1730 | 1877 | 1950 | 1968 | 2006 |
|               | 1968 | 1982 | 1990 | 2006 | 2013 | 2015 | 2017 | 2019 | 2020 | 2022 |